# Dead letters
Dead Letters е албум на финската рок група The Rasmus, който излиза през 2003 година. В Австралия, САЩ и Великобритания излиза година по-късно. Макар че предшестващият им албум – Into ги прави много известни в Скандинавските страни и Германия, Dead Letters става най-големият пробив на бандата.

## Песни
1. „In the Shadows“ – 4:05
2. „First Day of My Life“ – 3:44
3. „Still Standing“ – 3:31
4. „In My Life“ – 4:01
5. „Time to Burn“ – 4:32
6. „Guilty“ – 3:41
7. „Not Like the Other Girls“ – 5:43
8. „The One I Love“ – 3:15
9. „Back in the Picture“ – 3:41
10. „Funeral Song“ – 3:17

Допълнителни песни в британското издание
1. „F-F-F-Falling“ (версия от 2004) – 3:58
2. „If You Ever“
3. „What Ever“